# ذي هبور (السدة)

تعديل مصدري - تعديل

ذي هبور هي إحدى قرى عزلة التويتي بمديرية السدة التابعة لمحافظة إب، بلغ تعداد سكانها 618 نسمة حسب تعداد اليمن لعام 2004.